# 弗雷德·英戈尔森
弗雷德·英戈尔森（英語：Fred Ingaldson，1932年9月2日—2011年8月8日），加拿大男子篮球运动员。他曾代表加拿大获得1964年夏季奥运会男子篮球比赛第十四名。他于2011年在温尼伯去世。